# Robert Mickiewicz
Robert Mickiewicz (lit. Robert Mickevič; ur. 31 maja 1969 w Solecznikach) – litewski dziennikarz narodowości polskiej, redaktor naczelny „Kuriera Wileńskiego”, działacz polskiej społeczności na Litwie.

## Życiorys
Jest absolwentem studiów historycznych na Uniwersytecie Grodzieńskim. Po ukończeniu studiów w 1993 został zatrudniony w redakcji „Kuriera Wileńskiego”, gdzie najpierw pracował w dziale zagranicznym, a następnie był korespondentem z rejonów wileńskiego i trockiego. Od 1998 pełnił funkcję sekretarza odpowiedzialnego w tygodniku Związku Polaków na Litwie „Nasza Gazeta”, a od 2001 analogiczną funkcję w redakcji „Naszego Czasu”, ukazującego się na Litwie, Łotwie i w Estonii. W 2003 powrócił do „Kuriera Wileńskiego”, gdzie kierował działem politycznym, a następnie objął stanowisko redaktora naczelnego. Pisał także dla dziennika Rzeczpospolita.

## Odznaczenia
- Krzyż Kawalerski Orderu Zasługi Rzeczypospolitej Polskiej (2018)[4][5]